# کرویتساو
کرویتساو (به آلمانی: Kreuzau) یک شهر در آلمان است که در دورن واقع شده‌است. کرویتساو ۱۷٬۹۴۲ نفر جمعیت دارد.

## خواهرخوانده
شهر Obervellach خواهرخواندهٔ کرویتساو هست.